# 西鼴屬
西鼴屬（學名：Scapanus，海岸鼴），哺乳綱鼩鼱亚目鼴科的一屬，而與西鼴屬（海岸鼴）同科的動物尚有甘肅鼴屬（甘肅鼴）、美洲鼴屬（美洲鼴）等之數種哺乳動物。